# Conor Leahy
Conor Leahy (Perth, 16 aprile 1999) è un pistard e ciclista su strada australiano che corre per il Team BridgeLane.

## Palmarès

### Pista
- 2018

Campionati oceaniani, Inseguimento individuale
- 2019

Campionati oceaniani, Inseguimento individuale
Campionati oceaniani, Inseguimento a squadre (con Godfrey Slattery, Joshua Duffy e Luke Plapp)
- 2020

Cycle Fest, Scratch
Cycle Fest, Americana (con Godfrey Slattery)
Campionati australiani, Omnium
Campionati australiani, Inseguimento individuale
- 2021

Campionati australiani, Inseguimento individuale
- 2022

Adelaide Track League, Corsa a punti
Campionati australiani, Americana (con Joshua Duffy)
Campionati australiani, Inseguimento individuale
Campionati oceaniani, Inseguimento a squadre (con Graeme Frislie, James Moriarty e Joshua Duffy)
Campionati oceaniani, Americana (con Joshua Duffy)
2ª prova Coppa delle Nazioni, Inseguimento a squadre (Milton, con Graeme Frislie, James Moriarty e Joshua Duffy)
- 2023

Campionati australiani, Inseguimento individuale
Campionati oceaniani, Inseguimento a squadre (con Blake Agnoletto, Oliver Bleddyn e Joshua Duffy)
- 2024

Campionati australiani, Corsa a punti
Campionati australiani, Inseguimento individuale
Japan Track Cup, Scratch
Giochi olimpici, Inseguimento a squadre (con Oliver Bleddyn, Sam Welsford e Kelland O'Brien)

## Piazzamenti

### Competizioni mondiali
- Campionati del mondo su pista

Saint-Quentin-en-Yvelines 2022 - Inseguimento a squadre: 4º
Saint-Quentin-en-Yvelines 2022 - Inseguimento individuale: 7º
Glasgow 2023 - Inseguimento a squadre: 4º
Glasgow 2023 - Inseguimento individuale: 6º
- Giochi olimpici

Parigi 2024 - Inseguimento a squadre: vincitore